# 2004年夏季残疾人奥林匹克运动会荷兰代表团
2004年夏季残疾人奥林匹克运动会荷兰代表团是荷兰派出的2004年夏季残疾人奥林匹克运动会代表团。获得5枚金牌、12枚银牌和12枚铜牌。